# Rosedale (Indiana)
Pour les articles homonymes, voir Rosedale.
Rosedale est une ville du Comté de Parke en Indiana.
La population était de 725 habitants au recensement de 2010.